# Marvel Ultimate Alliance 3: The Black Order
Marvel Ultimate Alliance 3: The Black Order est un jeu vidéo développé par Team Ninja et édité par Nintendo, sorti le 19 juillet 2019 sur Nintendo Switch.

## Histoire
Dans cette nouvelle histoire, les héros et anti-héros de tout le Marvel Universe unissent leurs forces dans une course pour retrouver les Pierres de l'Infini avant que le maléfique Thanos et son Ordre Noir ne s'en servent pour déclencher le chaos cosmique. 